# Chhota Bhagirathi
Chhota Bhagirathi és una branca del riu Ganges a Bengala Occidental, principalment al districte de Malda. A vegades s'asseca a l'estiu però el seu llit era abans el llit del Ganges. Corre primer a l'est i després al sud i passa prop de les ruïnes de Gaur. Desaigua al riu Pagli o Pagla.